# Pseudione pontocari
Pseudione pontocari är en kräftdjursart som beskrevs av Page 1985. Pseudione pontocari ingår i släktet Pseudione och familjen Bopyridae.
Artens utbredningsområde är havet kring Nya Zeeland. Inga underarter finns listade i Catalogue of Life.